# هيلموت بيكمان
هيلموت بيكمان (بالألمانية: Helmut Beckmann)‏ هو طبيب نفسي ألماني، ولد في 22 مايو 1940، وتوفي في 3 سبتمبر 2006. هو أحد مؤسسي نظرية النمو العصبي لمرض انفصام الشخصية. 